# Zimitzbach
Der Zimitzbach ist ein rund 3 km langer rechter Zufluss der Traun in der Steiermark.

## Verlauf
Der Bach entspringt am Fuß des Reichensteins bei einer Riesenkarstquelle am Südrand des Toten Gebirges in einer Höhe von etwa 1040 m ü. A.. Er fließt vorbei an der Zimitzalm. Auf etwa 900 m ü. A. befindet sich der Zimitzbachwasserfall. Am Unterlauf befinden sich die Überreste der Schachnermühle. Im Ortsteil Schachen, ein vom Bach vorgebautes und besiedeltes Delta, mündet die Zimitz in den Grundlsee.

## Wandern
Von Schachen führt entlang des Bachs ein Wanderweg bis zur Zimitzalm.

## Naturschutz
Der Lauf des Zimitzbachs ist als geschützter Landschaftsteil ausgewiesen. Das Mündungsgebiet in den Grundlsee ist ein Laichschongebiet und Fischen ist verboten.